# Pignoració
Una pignoració és un dret real que es constitueix sobre una cosa aliena que hom lliura al creditor per obtenir el pagament d'un crèdit, facultant aquest a retenir la cosa i vendre-la o de qualsevol altra manera alienar-la vençut el terme. La pignoració s'aplica generalment a les coses mobles. Són requisits de la pignoració el deute i la cosa pignorada. El deute ha d'ésser real i pot procedir de qualsevol obligació lícita. Hom pot pignorar les coses mobles existents o futures, drets reals de superfície, porcions indivises d'una cosa, obligacions, etc. El dret de pignoració es considera indivisible en atenció a la cosa pignorada i, en cas que la cosa pignorada sigui divisible, es pot pactar que també ho sigui la pignoració.